# Ostukraine
Die Ostukraine (ukrainisch Східна Україна Schidna Ukrajina) ist die östliche der vier Großregionen der Ukraine. Größte Stadt, kulturelles und geistiges Zentrum dieser von der Schwerindustrie geprägten Region ist Charkiw (russisch Charkow). Weitere große Industriezentren sind Dnipro, Donezk, Luhansk und Mariupol.

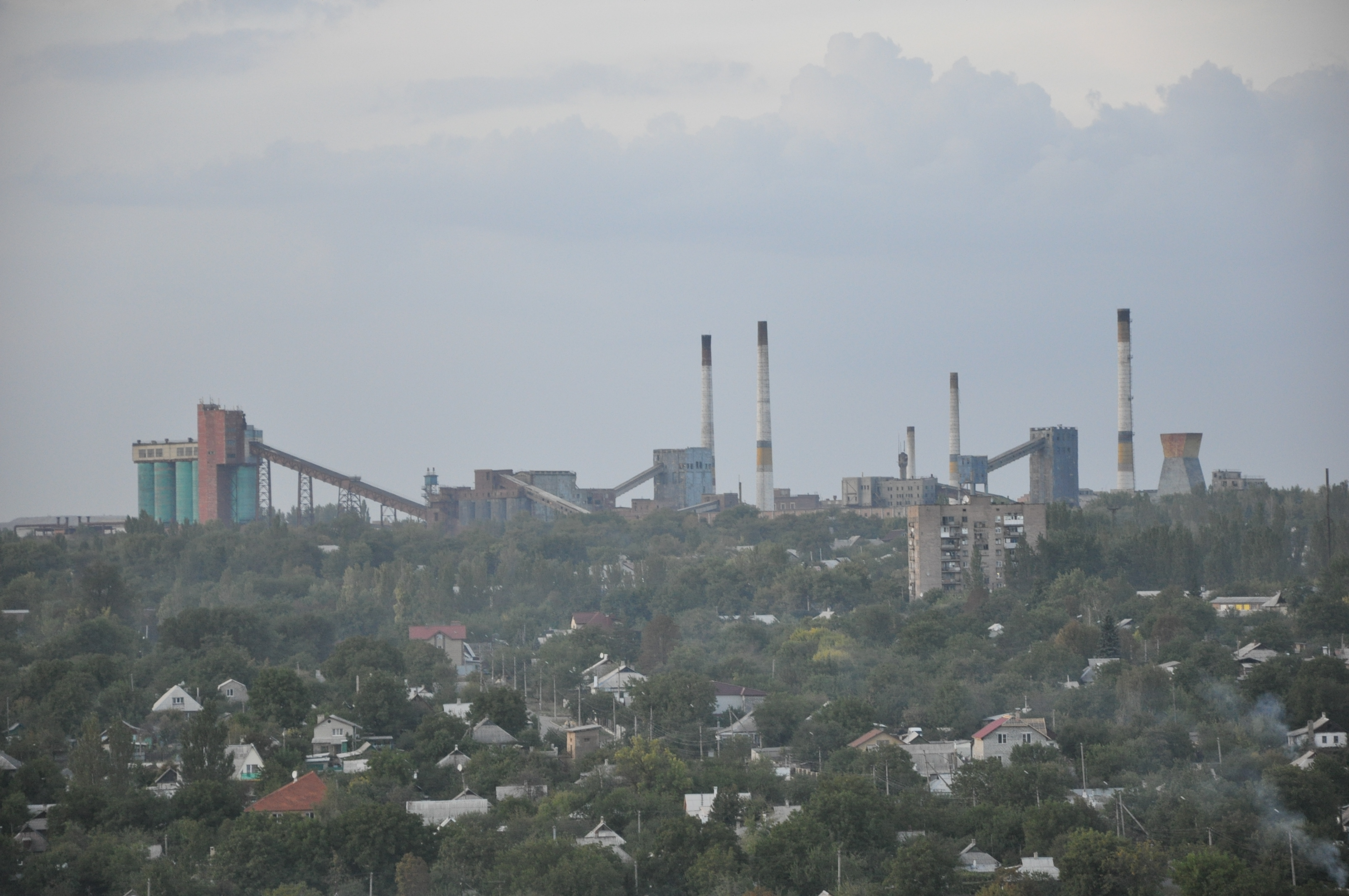
Kokerei in Donezk

## Räumliche Abgrenzung

### Geschichte
Im Laufe der Geschichte gehörten sowohl der Osten als auch der Süden der Ukraine wiederholt und längerfristig zu den Steppenreichen der eurasischen Nomaden- und Reitervölker der Chasaren, Kyptschaken (Hauptstadt Sharukhan bei Charkiw) und Tataren (Goldene Horde an der Wolga).
Nach dem Zusammenbruch der tatarischen und litauischen Herrschaft erhoben sich 1648 die orthodoxen Kosaken der Zentral-Ukraine unter Führung von Bohdan Chmelnyzkyj gegen die katholischen Polen und stellten sich 1654 links des Flusses Dnepr alle, aber dann geteilt unter russischen Schutz. Polen musste 1668 die russische Herrschaft über die Ost- und Zentralukraine mitsamt Kiew anerkennen. Katharina die Große führte die vorher in der Ukraine nicht bekannte Leibeigenschaft ein. 1793 und 1795 eroberte Russland auch den Großteil der übrig gebliebenen osmanischen Gebiete der Ukraine.
Eine räumliche Abgrenzung der Ostukraine wird auf unterschiedliche Art und Weise vorgenommen. Auf Basis der historischen Entwicklung ließe sie sich von der „linksufrigen Ukraine“ als Teil der Zentral-Ukraine abgrenzen, welche die Gebiete links des Flusses Dnepr und die am rechten Ufer des Dnepr gelegene Hauptstadt Kiew umfasst, da diese Teile Polen-Litauens gewesen waren. (Die „rechtsufrige Ukraine“ verblieb bis zu den Teilungen Polens weiterhin unter polnischer Kontrolle, nur das ganz im Westen gelegene Galizien sowie die Karpatenukraine kamen erst nach dem Zweiten Weltkrieg unter sowjetische Herrschaft.)

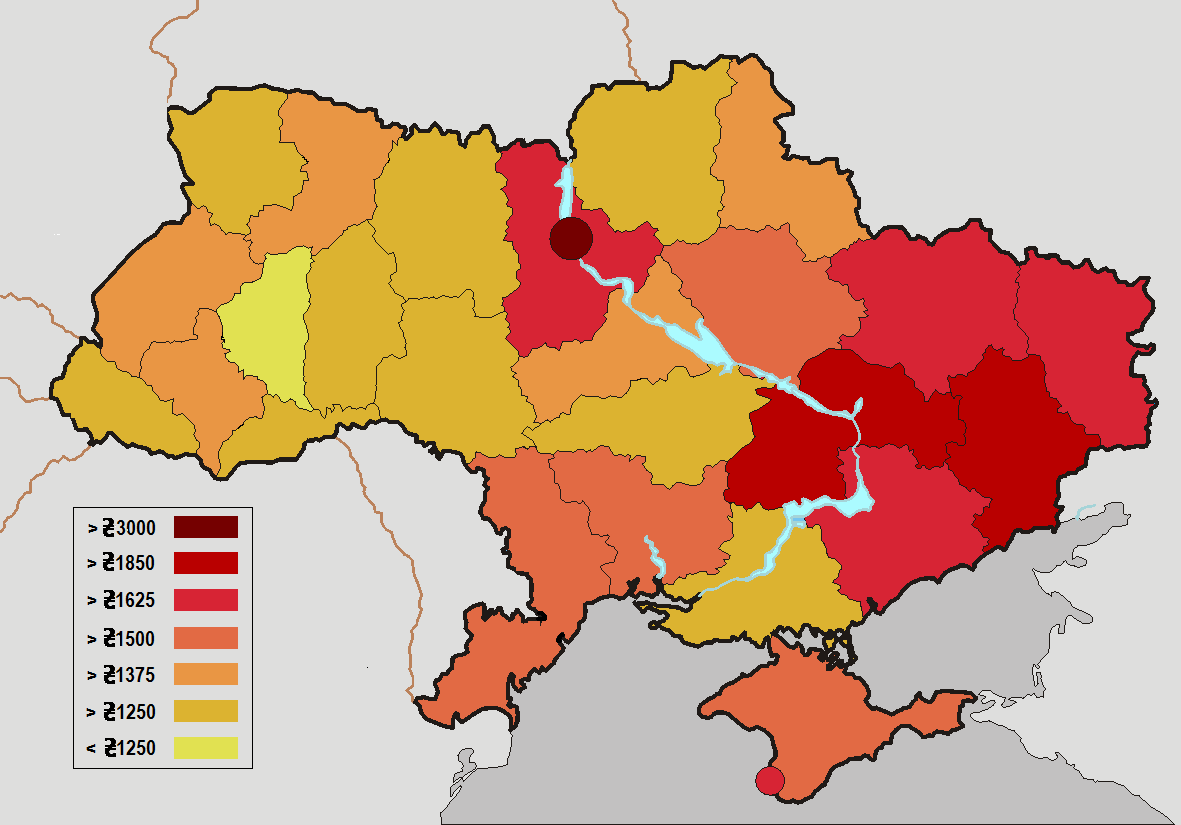
Durchschnittslöhne nach Regionen (2008)

Wegen großer Rohstoffvorkommen wurde das Gebiet bereits relativ früh industrialisiert. Insbesondere in den Oblasten Donezk und Luhansk entstand in der zweiten Hälfte des 19. Jahrhunderts das Industriegebiet des Donezbeckens. Dnipro, zwischen dem Kohleabbaugebiet im Donezbecken und dem Erzabbaugebiet um Krywyj Rih (Kriwoi Rog) gelegen, ist eine weitere wichtige Industriestadt.
Nach dem Sieg der Sowjets im Bürgerkrieg und der Niederschlagung ukrainischer Unabhängigkeitsbestrebungen war 1920–1934 Charkiw anstelle Kiews Hauptstadt der Ukrainischen Sowjetrepublik. Die Sowjets forcierten die Industrialisierung und die Schifffahrt unter Ausbeutung der Landwirtschaft (Hungerexporte). Millionen von Menschen starben während des Holodomor (Hungersnot von 1932/33), viele davon in den Dörfern der Ostukraine, welche mit der Zentralukraine zusammen mehr betroffen war als die Westukraine. Die industrielle Entwicklung führte in der Ostukraine zu einem starken Verstädterungsprozess und zur Einwanderung von Arbeitskräften aus Russland, während die Westukraine heute teilweise noch sehr ländlich geprägt ist.

### Bevölkerung

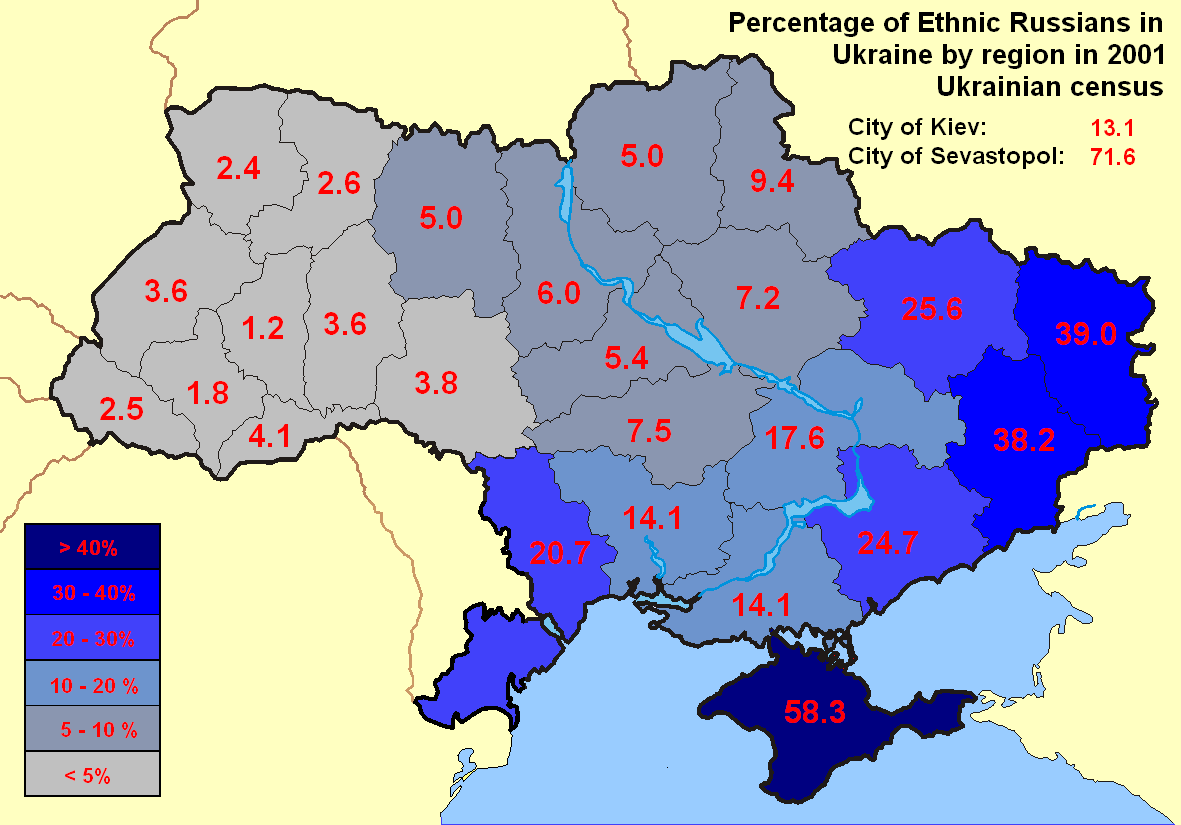
Anteil ethnischer Russen nach Regionen (Volkszählung 2001)

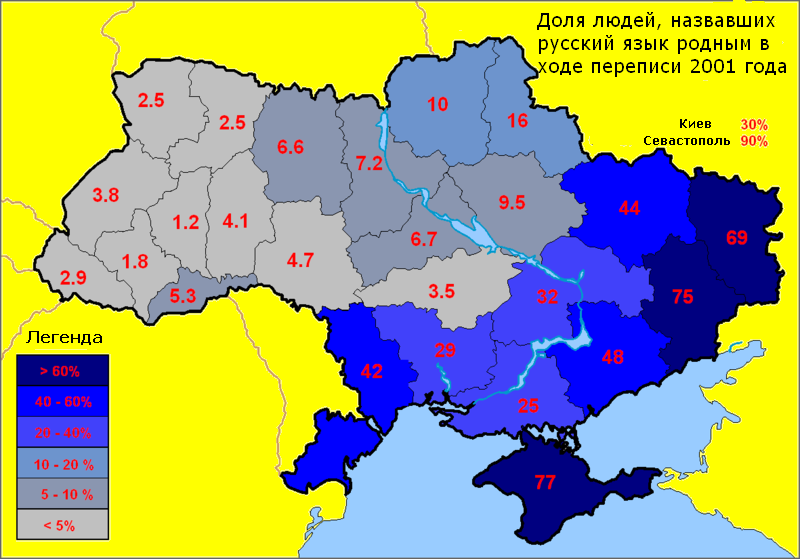
Anteil der Bewohner, die Russisch als Muttersprache sprechen, nach Regionen (Volkszählung 2001)

Die Bewohner russischer Abstammung konzentrieren sich vor allem in den größeren städtischen Ballungszentren. In den größeren Städten und besonders in den Oblasten Donezk und Luhansk dominiert das Russische als Muttersprache, wobei Russisch auch von vielen Ukrainern als Verkehrssprache verwendet wurde. Die hohe Bedeutung der russischen Sprache in den Städten der Ostukraine rührt daher, dass im Zuge der Industrialisierung viele Russen in die neugegründeten Städte dieses Gebietes einwanderten (insbesondere aus der Oblast Kursk). So waren etwa bei der Volkszählung 1897 63,17 % der Bevölkerung der Stadt Charkiw russischer Abstammung. Fast die gesamte jüdische Bevölkerung, sofern nicht geflohen, wurde während der deutschen Besatzung im Zweiten Weltkrieg ermordet.
In den ukrainischen Regionen Luhansk (russisch Lugansk; 39,0 %), Donezk (38,2 %), Charkiw (25,6 %), Saporischschja (russisch Saporoschje; 24,7 %), Odessa (20,7 %), Dnipropetrowsk (russisch Dnepropetrowsk; 17,6 %), Mykolajiw (russisch Nikolajew) und Cherson (jeweils 14,1 %) gibt es große russische Minderheiten. In der Autonomen Republik Krim (58,3 %) sowie in der Stadt Sewastopol (71,6 %) stellen Russen die Bevölkerungsmehrheit vor den Ukrainern und den Krimtataren.
Der Anteil derer, die Russisch als Muttersprache sprechen, ist jeweils höher als der der ethnischen Russen, da es auch ethnische Ukrainer und Angehörige anderer Nationalitäten gibt, die Russisch als Muttersprache angeben. Der Anteil liegt am höchsten in der Autonomen Republik Krim (77,0 %), Donezk (74,9 %), Luhansk (68,8 %), Saporischschja (48,2 %) Charkiw (44,3 %) (und Odessa in der Südukraine (41,9 %)).
Die Bewohner der Ostukraine sind zumeist atheistisch, ukrainisch-orthodox mit Bekenntnis zum Moskauer Patriarchat oder protestantisch (v. a. Baptisten) – während im Westen der Ukraine eher Katholiken, Griechisch-Katholiken und Angehörige der Orthodoxen Kirche der Ukraine leben.